# 자스닥
자스닥(JASDAQ, 일본어: ジャスダック, 구 자스닥증권거래소, 일본어: ジャスダック証券取引所)는 도쿄 증권거래소의 한 부문이다. 이전에는 독립적인 증권거래소였다.
자스닥은 미국 나스닥과 관련이 없으나 나스닥과 유사한 전자거래시스템을 운영하고 있다.

## 운영 시간
거래소는 거래소가 사전에 명시한 토요일, 일요일 및 공휴일을 제외한 모든 요일에 오전 8시부터 오전 9시까지 사전 시장 세션을 갖고 오전 9시부터 오후 3시까지 일반 거래 세션을 갖는다.

## 같이 보기
- 증권거래소 목록